# Episodi di Ballers (seconda stagione)
La seconda stagione della serie televisiva Ballers, composta da dieci episodi, è stata trasmessa sul canale statunitense HBO dal 17 luglio al 25 settembre 2016.
In Italia, la stagione è andata in onda in prima visione sul canale satellitare Sky Generation dal 30 ottobre al 17 novembre 2016.
| nº | Titolo originale       | Titolo italiano         | Prima TV USA      | Prima TV Italia  |
| -- | ---------------------- | ----------------------- | ----------------- | ---------------- |
| 1  | Face of the Franchise  | Vecchie abitudini       | 17 luglio 2016    | 30 ottobre 2016  |
| 2  | Enter the Temple       | Entra nel tempio        | 24 luglio 2016    | 3 novembre 2016  |
| 3  | Elidee                 | Paintball               | 31 luglio 2016    | 3 novembre 2016  |
| 4  | World of Hurt          | Un mondo di dolore      | 7 agosto 2016     | 3 novembre 2016  |
| 5  | Most Guys              | Uno dei tanti           | 14 agosto 2016    | 10 novembre 2016 |
| 6  | Saturdaze              | Sbornia del sabato      | 21 agosto 2016    | 10 novembre 2016 |
| 7  | Everybody Knows        | Tutti sanno             | 28 agosto 2016    | 10 novembre 2016 |
| 8  | Laying in the Weeds    | Volare basso            | 11 settembre 2016 | 17 novembre 2016 |
| 9  | Million Bucks in a Bag | Un milione in una borsa | 18 settembre 2016 | 17 novembre 2016 |
| 10 | Game Day               | Ultima chance           | 25 settembre 2016 | 17 novembre 2016 |